# Malbork
Malbork (en alemany Marienburg) és una ciutat del nord de Polònia, a la regió de Żuławy, delta del Vístula, al voivodat de Pomerània. El 2006 tenia 38.478 habitants.
Va ser fundada el segle xiii pels cavallers teutònics amb el nom de Marienburg (ciutat de Maria), i fou la capital de l'Ordenstaat, l'estat independent de facte dels cavallers teutònics. La ciutat és famosa encara pel seu castell gòtic, del 1274.

## Fills il·lustres
- Bartolomaeus Praetorius (1590-1623) compositor musical.

## Ciutats agermanades
- Trakai, Lituània